# Narcissus abscissus
Narcissus abscissus ist eine Pflanzenart aus der Gattung der Narzissen in der Familie der Amaryllisgewächse (Amaryllidaceae).

## Erscheinungsbild
Narcissus abscissus ist eine ausdauernde krautige Pflanze, die Wuchshöhen von bis zu 35 Zentimeter erreicht. Die Blüten stehen waagrecht an den Blütenstandsschäften. Die Blütenfarbe ist sehr variabel. Die Hauptkrone kann hellgelb bis cremeweiß sein. Die Blütenblätter der Hauptkrone sind dabei der Krone zugeneigt. Die Nebenkrone der Blüten sind zylindrisch. Sie weisen keinerlei verbreiteten Rand auf und sind von einem mittleren Gelb.

## Verbreitung
Narcissus abscissus ist in den Pyrenäen verbreitet und kommt dort bis in Höhenlagen von 2.000 Meter vor. Ihre Blütezeit ist abhängig von der Höhe, sie reicht von Mai bis Juli.